# 놈 (모바일 게임)
《놈》은 대한민국의 모바일 게임 제작회사 컴투스홀딩스(구 게임빌)에서 제작한 모바일 게임이다.
피쳐폰의 경우 원버튼 시스템으로 진행되거나 터치폰과 스마트폰의 경우 터치스크린 원터치 시스템으로 진행되는 인터페이스 게임이며, 모바일 게임 최초로 화면 360도 회전 시스템으로 구성되었다. 다른 모바일 게임들과는 달리 다소 철학적인 내용을 담고 있다.

## 시리즈
- 《놈》 (2003년 2월 27일 발매.)
- 《놈투 : Out Of Body》 (2005년 5월 11일 (KT)) (2005년 5월 13일 (SKT)) (2005년 7월 27일 (LG U+(구 LGT)))
- 《놈3 : 아름답고 잔인한 사각형》 (2007년 6월 28일 발매.)
- 《놈ZERO : 가짜 인간》 (2009년 5월 20일 발매.)[1] (2009년 6월 2일 발매.)[2]
- 《놈4 : 시간여행》 (2010년 4월 28일 발매.)
- 《놈5》 (2011년 2월 22일 발매.)